# Michel Deguy
Michel Deguy (Paris, 23 de maio de 1930 – Paris, 16 de fevereiro de 2022) foi um escritor e poeta francês.

## Biografia
Michel Deguy foi professor de filosofia no liceu francês até 1968. Posteriormente, tornou-se professor de literatura francesa na Universidade de Paris VIII (Saint-Denis).
Era o redator-chefe da revista Po&sie que ele próprio criou em 1977, uma das mais importantes revistas de poesia da França. Participa do comitê editorial das revistas Critique (Minuit) e Les Temps Modernes (Gallimard). Participou do comitê de leitura da editora Gallimard de 1962 a 1987. Dirigiu o Collège International de Philosophie, a Maison des écrivains e o Centre international de poésie de Marselha. 
Foi tradutor de Heidegger, Gongora, Safo, Paul Celan, entre outros. 
Por sua poesia, recebeu os prêmios Fénéon (1961, por Fragments du cadastre), Max Jacob (1962, por Poèmes de la presqu'île), o grande prêmio de poesia da Academia francesa, entre outros. 

## Obras publicadas em português
- A rosa das linguas. Org. e tradução de Paula Glenadel e Marcos Siscar. Rio de Janeiro, RJ; São Paulo, SP: 7Letras: Cosac Naify, 2004. 285 p. (Ás de colete, 6). ISBN 8575031384 (broch.).
- Reabertura após obras. Tradução de Marcos Siscar e Paula Glenadel. Campinas, SP: Editora da UNICAMP, 2010. 343 p. ISBN 9788526809055 (broch.).

## Obras
- Les Meurtrières, Pierre Jean Oswald, 1959, 63 p.
- Fragment du cadastre, Gallimard, series "Le Chemin", 1960, 156 p.
- Poèmes de la presqu’île, Hermann, series "Le Chemin", 1961, 149 p.
- Le Monde de Thomas Mann, Plon, 1962, 168 p.
- Biefs: poèmes, Gallimard, "Collection Blanche", 1964, 164 p.
- Actes, Gallimard, series "Le Chemin", 1966. 301 p.
- Ouï dire, Gallimard, series "Blanche", 1966, 109 p. (reimpresso com prefácio de Alain Bonfand , La Différence, série "Orphée", (136), 1992, 127 p.)
- Histoire des rechutes, Éditions Promesse, series "Diptyque", 1968, 33 p. (etchings by Enrique Zañartu)
- Figurations : poèmes, propositions, études, Gallimard, series "Le Chemin", 1969, 272 p.
- Poèmes 1960-1970, preface by Henri Meschonnic,Gallimard, series "Poésie", (90), 1973, 143 p.;  reimpresso em 1998
- Tombeau de Du Bellay, Gallimard, series "Le Chemin", 1973, 234 p.; reeditado em 1989
- Coupes, Luxembourg, Origine, series "Le Verger", (18), 1974, 33 p. (poemas de M. Deguy acompanhados de suas traduções italianas de Luigi Mormino e uma linogravura de Jorge Perez-Roman)
- Interdictions du séjour, L’Énergumène, 1975, 38 p. (com citações de Thomas Hardy, Schlesinger, Benveniste, Homère, Mallarmé, Aristóteles, G. Iommi, Suetone, Kierkegaard, Kafka, Villon e Pernette du Guillet)
- Reliefs, Éditions D’atelier, 1975, 143 p.
- Abréviations usuelles, Malakoff, Orange Export Ltd [fr], series "Chutes", 1977 [s.n.]
- Jumelages, followed by Made in USA: poèmes, Le Seuil, series "Fiction & Cie", 1978, 232 p.
- Vingt Poètes américains, Gallimard, series "Du monde entier", 1980, 495 p.
- Donnant, Donnant: cartes, airs, brevets, Gallimard, series "Le Chemin", 1981, 140 p.
- La Machine matrimoniale ou Marivaux, Gallimard, series "Le Chemin", 1982, 292 p.
- René Girard et le problème du Mal, Grasset, 1982, 333 p.
- Gisants. Poèmes, Gallimard, 1985, 139 p.
- Brevets, Seyssel, Champ Vallon, series "Recueil", 1986, 260 p.
- Choses de la poésie et affaire culturelle, Hachette, 1986, 220 p.
- Poèmes II. 1970-1980, Gallimard, series "Poésie", (205), 1986, 183 p., postface de l’auteur
- La poésie n’est pas seule : court traité de poétique, Le Seuil, series "Fiction & Cie", (99), 1987, 185 p.
- Le Comité. Confessions d’un lecteur de grande maison, Seyssel, Champ Vallon, 1988, 206 p.
- Du Sublime, Éditions Belin [fr], 1988, 259 p.
- Arrêts fréquents, A. M. Métailié, series "L’Élémentaire", 1990, 119 p.
- Au sujet de Shoah, le film de Claude Lanzmann, Belin, series "L’Extrême contemporain", 1990, 316 p.
- L’Hexaméron: il y a prose et prose (com Michel Chaillou, Florence Delay, Natacha Michel, Denis Roche e Jacques Roubaud), Le Seuil, series "Fiction & Cie", 1990, 126 p.
- Aux heures d’affluence. Poèmes et proses, Le Seuil, series "Fiction & Cie", 1993, 200 p.
- À ce qui n’en finit pas. Thrène, Le Seuil, series "La Librairie du XXe", 1995 [s.n.]; translated as To That Which Ends Not by Robert Harvey, New York, Spuyten Duyvil, 2018.
- À l’infinitif, Paris, Éditions La Centuplée, 1996, 56 p.
- L’Énergie du désespoir, ou d’une poétique continuée par tous les moyens, Presses universitaires de France, series "Les essais du Collège international de Philosophie", 1998, 119 p.
- Gisants. Poèmes III. 1980-1995, Gallimard, series "Poésie", 1999, 239 p.
- La Raison poétique, Paris, Éditions Galilée, series "La Philosophie en effet", 2000, 221 p.
- L’Impair, Tours, Farrago, 2000 [2001], 155 p.
- Spleen de Paris, Éditions Galilée, 2000, 54 p.
- Poèmes en pensée, Bordeaux, éd. Le Bleu du ciel, 2002, 59 p.
- Un homme de peu de foi, Paris, Bayard, 2002, 216 p.
- L’Amour et la vie d’une femme, Bordeaux, éd. Le Bleu du ciel, 2004
- Chirurgie esthétique, Michel Deguy/Bertrand Dorny, 12 ex. photocopiés, accompagnés de collages originaux by Bertrand Dorny, Paris, Galerie Thessa Herold, 2004, 12 p.
- Au jugé, Éditions Galilée, 2004, 213 p.
- Sans retour. Être ou ne pas être juif, Éditions Galilée, 134 p.
- Recumbents: poems. With « How to name » by Jacques Derrida, Wesleyan University Press, 2005, 236 p.
- Le Sens de la visite, Stock, series "L'Autre Pensée", 2006, 353 p.
- Des poètes français contemporains, com Robert Davreu e Hédi Kaddour, Éditions ADPF, Paris, 2006, 130 p.
- Réouverture après travaux, frontispiece by Valerio Adami, Éditions Galilée, 2007, 271 p.
- Desolatio, Galilée, 2007, 97 p.
- Grand cahier Michel Deguy, collective coordonnated by J.-P. Moussaron, Coutras, éd. Le Bleu du ciel, 2007, 334 p.
- La Fin dans le monde, Éditions Hermann, series "Le Bel Aujourd'hui", 2009
- L’État de la désunion, Paris, Galaade éditions [fr], 2010, 48 p.
- Écologiques, Éditions Hermann, series "Le Bel Aujourd'hui", 2012, 260 p.
- La Pietà Baudelaire, Belin, series "L'extrême contemporain", 2013